# 安陸州
安陆州，明朝时设置的州。
明朝初年，降安陆府置，治所在長壽县（今湖北省钟祥市）。隸屬湖廣。辖境相当今湖北省钟祥、京山、天门、潜江等市县地。嘉靖十年（1531年）改为承天府。